# Akiko Thomson
Akiko Thomson is een Filipijns zwemster. 

## Olympische spelen
| jaar | leeftijd | Stad  | onderdeel            | tijd    | uitslag |
| ---- | -------- | ----- | -------------------- | ------- | ------- |
| 1988 | 13       | Seoul | 50 meter vrij        | 27,43   | 30      |
| 1988 | 13       | Seoul | 100 meter vrij       | 59,41   | 39      |
| 1988 | 13       | Seoul | 100 meter rugslag    | 1.06,51 | 28      |
| 1992 | 17       | Seoul | 100 meter vrije slag | 59,02   | 34      |
| 1992 | 17       | Seoul | 200 meter vrije slag | 2.07,95 | 29      |
| 1992 | 17       | Seoul | 100 meter rugslag    | 1.04,32 | 18      |
| 1992 | 17       | Seoul | 200 meter rugslag    | 2.16,44 | 19      |
| 1996 | 21       | Seoul | 50 meter vrij        | 28,51   | 51      |
| 1996 | 21       | Seoul | 100 meter rugslag    | 1.06,12 | 28T     |
| 1996 | 21       | Seoul | 200 meter rugslag    | 2.21,36 | 29      |
| 1996 | 21       | Seoul | 200 meter wisselslag | 2.25,87 | 38      |